# Marco Böhme

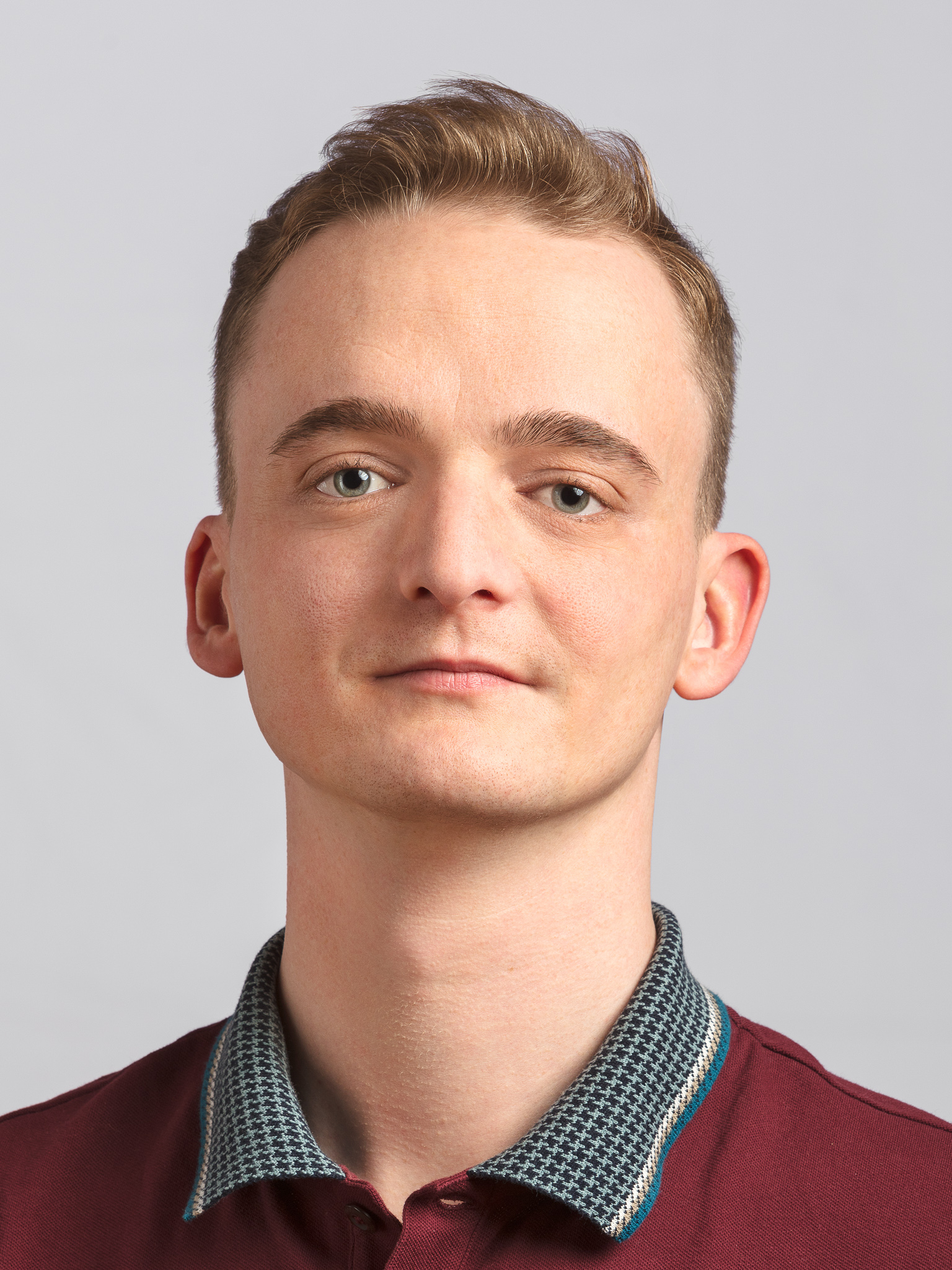
Marco Böhme (2019)

Marco Böhme (* 12. April 1990 in Leipzig) ist ein deutscher Politiker (Die Linke) und Umweltaktivist. Er war von 2014 bis 2024 Abgeordneter des Sächsischen Landtags und ist seit 2025 Co-Vorsitzender der Linken Sachsen.

## Leben
Marco Böhme absolvierte nach einer Ausbildung zum Wirtschaftsassistenten für Umweltschutz ein Studium an der Fachhochschule Erfurt, mit Abschluss als Bachelor für Stadt- und Raumplanung.
In die Partei Die Linke trat er 2008 ein und engagiert sich in deren Jugendorganisation, der linksjugend ['solid]. Bei der Landtagswahl in Sachsen 2014 zog er auf Listenplatz 10 seiner Partei als Jugendkandidat der linksjugend ['solid] Sachsen in den Landtag ein. Dort war er Sprecher für Klimaschutz, Energie und Mobilität und ab 2017 stellvertretender Fraktionsvorsitzender. Außerdem war er parlamentarischer Geschäftsführer der Linksfraktion im sächsischen Landtag. Zudem ist er in vielen Vereinen und außerparlamentarischen Initiativen aktiv. So beispielhaft als Vorstand bei Ökolöwe – Umweltbund Leipzig, als Mitglied bei Klima!Bewegungsnetzwerk, Klimagerechtigkeit Leipzig, dem ADFC, der Roten Hilfe oder der Rosa-Luxemburg-Stiftung. Zudem ist er seit Jahren bei den Braunkohleprotesten um das Bündnis Ende Gelände als Aktivist dabei. Im Nachgang der Ende Gelände Proteste 2016 wurde Böhme vom CDU-Landtagsabgeordneten Frank Heidan als Terrorist bezeichnet. Das Verfahren gegen Heidan wegen Verleumdung wurde von der Staatsanwaltschaft wegen Heidans Indemnität eingestellt.
Bei der Landtagswahl 2019 kandidierte er im Wahlkreis Leipzig 4 und zog erneut über die Landesliste in den Landtag ein.
Böhme betrieb im Leipziger Stadtteil Lindenau ein offenes Projekt- und Abgeordnetenbüro, das INTERIM, welches mit dem linXXnet im Leipziger Süden ein Schwesterbüro hatte und als Verknüpfungspunkt für außerparlamentarische Bewegungen, Partei und interessierte Öffentlichkeit diente.
Im Juni 2021 wurde bekannt, dass der sächsische Verfassungsschutz illegal Daten über Böhme sammelte.
Bei der Landtagswahl 2024 kandidierte Böhme im Wahlkreis Leipzig 6 und auf Platz 8 der Landesliste, verfehlte jedoch den Wiedereinzug in den Landtag.
Am 14. Juni 2025 wurde Böhme gemeinsam mit Anja Eichhorn zum Landesvorsitzenden der Linken in Sachsen gewählt.
Böhme lebt in Leipzig.